# 地区連盟主催大会 (社会人野球)
社会人野球における地区連盟主催大会（ちくれんめいしゅさいたいかい）とは、社会人野球の統括団体である日本野球連盟（JABA）の9つの地区連盟（北海道、東北、北信越、関東、東海、近畿、中国、四国、九州）が主催する大会をいう。

日本野球連盟本部の主催する都市対抗野球大会や社会人野球日本選手権大会の地区予選も各地区連盟が主催するが、予選を地区連盟主催大会と呼ぶことは少ない。

## 日本選手権対象大会
地区連盟主催大会は毎年3月から10月にかけて行われるが、2007年から始まった日本選手権改革の一環として、都市対抗野球大会が開幕するまでに行われる大会のうち、11の大会を日本選手権の予選大会と位置付け、それぞれの優勝チーム（+都市対抗野球大会・全日本クラブ野球選手権大会を含む）に日本選手権の出場権を与えることとした（日本選手権改革については日本選手権の項を参照）。該当大会は以下のとおり。
また、地区連盟主催大会の出場チーム数や大会形式は各地区連盟が独自に定めていたが、日本選手権の予選大会として形式を統一する必要があるため、2010年から日本選手権対象大会は、
- 出場チーム数は12チームまたは16チーム
- 出場チームを4チームずつの予選リーグに分け、上位チーム（3リーグの場合は1位チームおよび2位チームのうち成績最上位チーム、4リーグの場合は1位チーム）が準決勝に進出し、準決勝からはトーナメントとされる。

出場資格は「日本選手権対象大会出場チーム推薦基準に則り、各地区連盟が推薦し、日本野球連盟が承認する。」とされており、推薦基準は過去10年以内に都市対抗又は社会人野球日本選手権大会に出場しているか、会社登録チームである。また年間で出場できる大会は自チームが所属する地区連盟主催大会と北海道大会を除き最大2大会までとされている。
日本選手権対象大会のうち、日立市長杯争奪大会を除く10大会は「公認大会」、それ以外を「準公認大会」と呼んでいたが、それぞれの大会のステータスにそれほど違いがないこと、開催自治体からの後援を取り付ける際に、「準公認」では都合が悪いこと等の理由から、2002年からこの区分を廃止した。と同時に、JABAの関係機関が主催していることを明らかにするために、大会名の頭に「JABA」をつけることとした。
- JABA東京スポニチ大会（関東）
- JABA四国大会（四国）
- JABA静岡大会（東海）
- JABA岡山大会（中国）
- JABA京都大会（近畿）
- JABA日立市長杯選抜野球大会（関東）
- JABAベーブルース杯争奪大会（東海）
- JABA九州大会（九州）
- JABA長野県知事旗争奪野球大会（北信越）
- JABA東北大会（東北）
- JABA北海道大会（北海道）

なお、上記の大会（+都市対抗、クラブ選手権）を同じチームが複数回優勝した場合、その優勝チームが所属する地区の最終予選枠が1大会に付き1つ増枠する。また過去にはベーブルース杯と日立市長杯にNPB二軍が、四国大会に四国アイランドリーグplusが出場しているが、JABA非加盟チームが優勝した場合、当該大会の準優勝チームが所属する地区の最終予選枠を1大会に付き1つ増枠する（当該準優勝チームが繰り上げ出場することは出来ない）。

## 日本選手権対象大会以外の大会
日本選手権対象大会以外の大会については、各地区連盟が出場チームや試合形式を独自に定められる。よって、トーナメントのみで行われる大会やリーグ戦のみで行われる大会も存在する。また、高砂市長杯のように、予選を7イニングで行う変則的な大会も存在する。
- JABA富山市長旗争奪富山大会（北信越）
- JABA徳山(スポニチ)大会（中国）
- JABA新潟大会（北信越）
- JABA一関市長旗争奪クラブ野球大会（東北）
- JABA広島大会（中国）
- JABA高山市長旗・飛騨市長杯争奪高山大会（東海）
- JABA高砂市長杯争奪大会（近畿）
- JABA伊勢・松阪大会（東海）
- JABAびわこ杯争奪社会人クラブ野球大会（近畿）

地区大会
- JABA関東選抜リーグ（関東） - 関東地区連盟が主催する企業チームによる公式戦。
  - JABA関東選手権大会 - 関東選抜リーグ上位8チームによるトーナメント戦。
- JABA関東連盟クラブ選手権大会（関東）
- JABA近畿クラブ野球交流大会（近畿）
- JABA中・四国クラブ野球選手権大会（中国）